# Forêt de Bouhmama
La Forêt de Bouhmama est une forêt située dans la région des Aurès en Algérie, entre la wilaya de Batna et la wilaya de Khenchela. Elle a fait l'objet d'études du ministre de l'agriculture algérien concernant la biodiversité. Cette forêt est gérée par la Conservation des forêts de Khenchela sous la tutelle de la Direction générale des forêts (DGF).

## Galerie

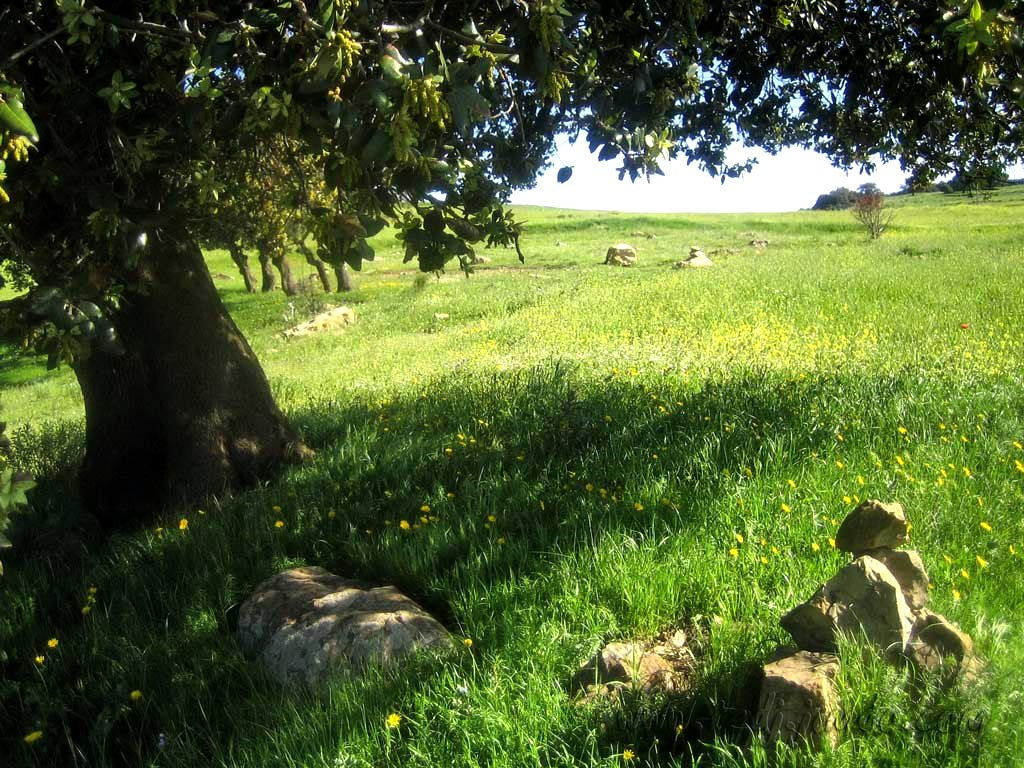
Les Champs de Bouhmama
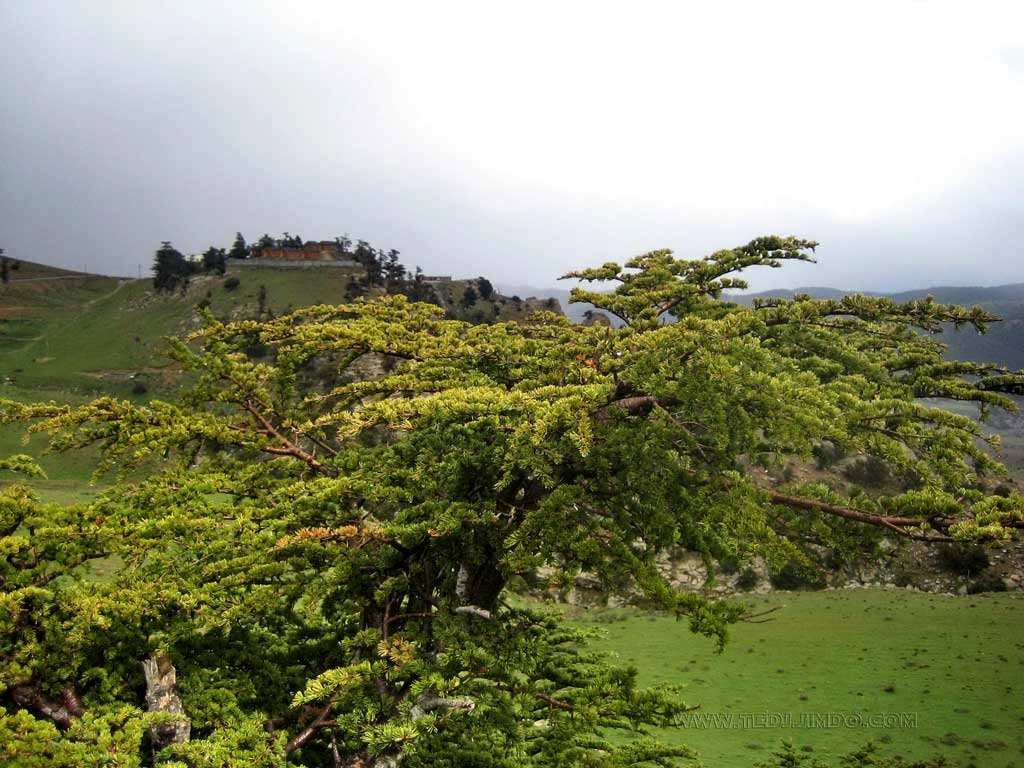
La forteresse des Chelia
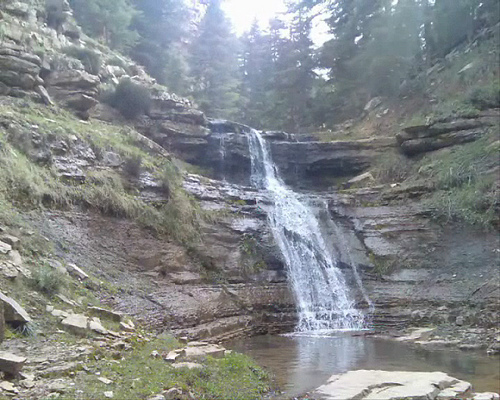
Forêt de Bouhmama en été